# 埼玉高速鉄道2000系電車
埼玉高速鉄道2000系電車（さいたまこうそくてつどう2000けいでんしゃ）は、埼玉高速鉄道の通勤形電車である。

## 概要
埼玉高速鉄道線の開業に備えて、開業前年の2000年（平成12年）から2001年（平成13年）にかけて川崎重工業で6両編成10本（計60両）が製造された。ただし、第8編成から第10編成までの3本は、川崎重工業ブランドによる近畿車輛での製造（OEM）であるが、これらの編成の車内シール式製造銘板は「川崎重工業」になっている。
2000年（平成12年）9月下旬以降に落成し、メーカーから甲種輸送により営団綾瀬検車区に搬入して整備や構内試運転が行われた。その後、11月15日に路線整備が終了したことにより、順次浦和美園車両基地へ回送された。
本系列は帝都高速度交通営団（現・東京地下鉄）・東京急行電鉄・東京都交通局・埼玉高速鉄道の4者による直通規格「相互直通運転における東急目黒線・南北線・三田線・埼玉高速鉄道線との車両申し合わせ事項」に合わせた仕様であり、ATOやホームドアによるワンマン運転に対応した設計である 。2023年3月18日より東急新横浜線との相互直通運転が開始された。
設計に当たっては「すべてのお客様に優しく快適な移動空間の提供をできる車両」・「21世紀に開業を迎える路線にふさわしい清潔で未来感あふれる車両」を目指した。2000系という形式称号は、2000年度に開業を迎えることなどに由来する 。
埼玉高速鉄道では営団地下鉄に工場検査業務を委託することを前提に計画を進めていた。このため、埼玉高速鉄道の車両を営団9000系電車と共通化させるために、1996年（平成8年）8月に両会社間で「埼玉高速線の車両に係わる業務受委託契約（新造車両）」を締結し、営団は9000系電車の技術情報を埼玉高速鉄道に提供した。
1編成（6両編成）の価格は8億8,000万円である。

## 車両概説

### 車体
前述のとおり営団9000系を基本としており、9000系と同様の大形押出形材を使用したアルミ合金製車体であるが、側構体の一部の溶接には摩擦攪拌接合（FSW）を用いることで外観の見栄え向上を図っている。車体外部には埼玉高速鉄道のコーポレートカラーであるブルーとアクセントとしてグリーンのツートンカラーのラインを巻いている。前面・側面には同社のシンボルマークである「SR」マークが貼られている。
前面形状は平面であり、フロントガラスには大形の曲面ガラスを使用しており、上部には遮光フィルムが貼られている。また、地下線内における非常口貫通式としており、プラグドアが採用されている。下部には排障器（スカート）を設置することでシャープさ、力強さを感じさせるデザインとしている。
側面の客用ドアはコストダウンを目的にステンレス製としており、また車体外観のアクセントとしている。20m級、片側4扉車体であるが先頭車はワンマン運転機器設置の関係で乗務員室スペースを広くとっており、中間車よりも66cm長くしている。
行先表示器は正面・側面ともにLED式である。書体は営団9000系と同じ明朝体である。
百の位の数字は号車番号と一致しているが、将来の8両編成化を見据えて3番目と4番目が欠けた状態になっていた。

### 室内
客室内は天井・側面・妻面など白色系の化粧板で明るくまとめられている。袖仕切、連結面貫通扉はうすい紫色の化粧板である。床敷物は石畳をイメージしたグレーの色調である。
天井には全長に渡り冷房用ダクト、吹出口が設置してあり、中央に各車7台ラインデリアが設けられている。冷房装置は三菱電機製の能力48.84kW（42,000kcal/h）の集中式（CU713形・稼働率制御方式（ON/OFF制御方式））を搭載している。火災対策強化を目的に、ラインデリア整風板の原材料はアルミ製にて選定し、製造取り付けされた。
座席は1人の掛け幅が450mmであり、形状はバケットシートではなく平板なもので 、モケット柄は埼玉県の花であるサクラソウをイメージしたピンク色とし、1人あたりの着席区分ごとにサクラソウの花びらのアクセントが入っている。また、優先席のデザインは同柄の水色で、設置箇所は通路から見て左右配置ではなく、左右どちらかの片方配置（各車端に千鳥配置で設けている）になっている。また、2009年から2012年にかけて座席モケットが張替えられた。
側窓は車端部・車体中央部が固定窓、それ以外の2枚に分割された窓は開閉可能な下降窓構造である。いずれも透過率41%のグレーに着色された熱線吸収ガラスを使用しており、ロール式カーテンの設置を省略している。
客用ドアは室内側もステンレスのヘアライン仕上げであり、淡灰色の単板ガラスを接着する（接着式もしくはボンディング式）ことで取り付けてある。9000系の車内客用ドアの戸袋部にあった戸閉検知センサーはドアの窓ガラスが接着式であり引き込まれることがないためと製造関連費用の削減を図るために当形式では省略された。
車内のドア上部にはドアチャイム内蔵形のLED2段表示式旅客案内表示器が千鳥配置で設置されている 。2006年からは案内表示器のないドア上に順次液晶ディスプレイを取り付け、「SaiNet Vision」として放映されている。2020年3月までに鉄道車両では世界初となるダイナミックビークルスクリーンに交換された。 つり革は全て白色で、形状は三角形である。
ワンマン運転用に自動放送装置や車外スピーカーの設置や対話式の非常通報器が各車4台設けられている。自動放送・旅客案内表示器には異常時用にメニュー機能が組み込まれており、TIS（下記に記述）からの簡単な操作で乗客に案内ができるようにされている。
車椅子スペースは2号車と5号車に設けられている。連結面貫通扉は下方まで拡大されたガラスであり、基本的に片側のみの設置であるが簡易運転台設置部は両側設置となる。

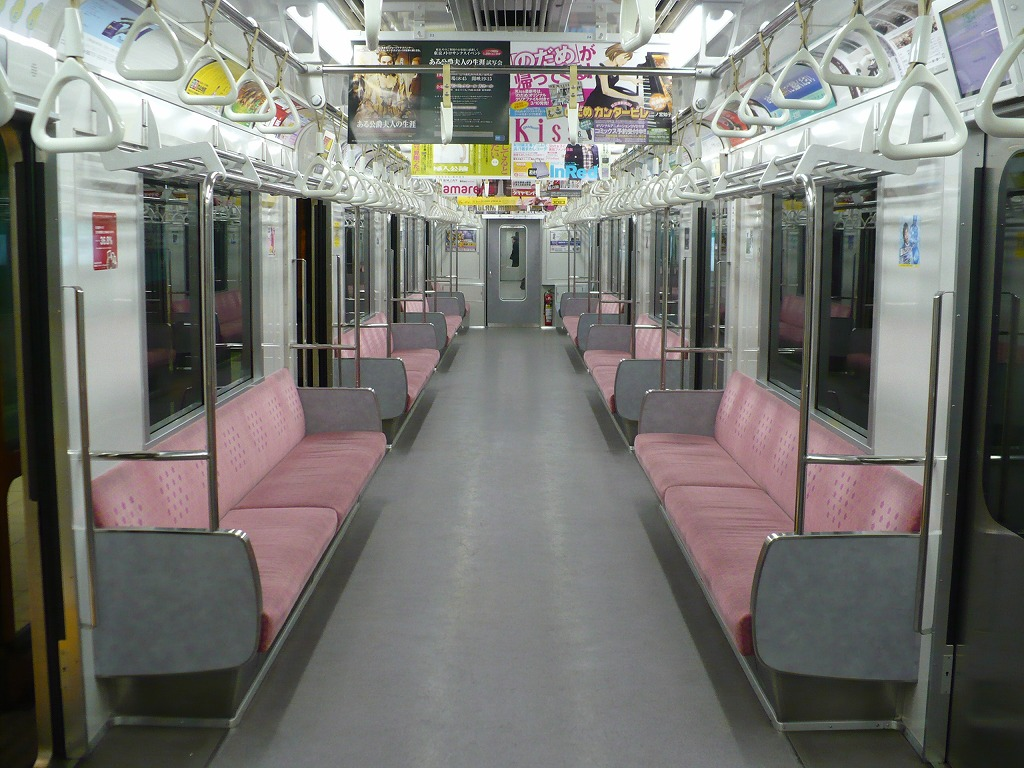
車内内装
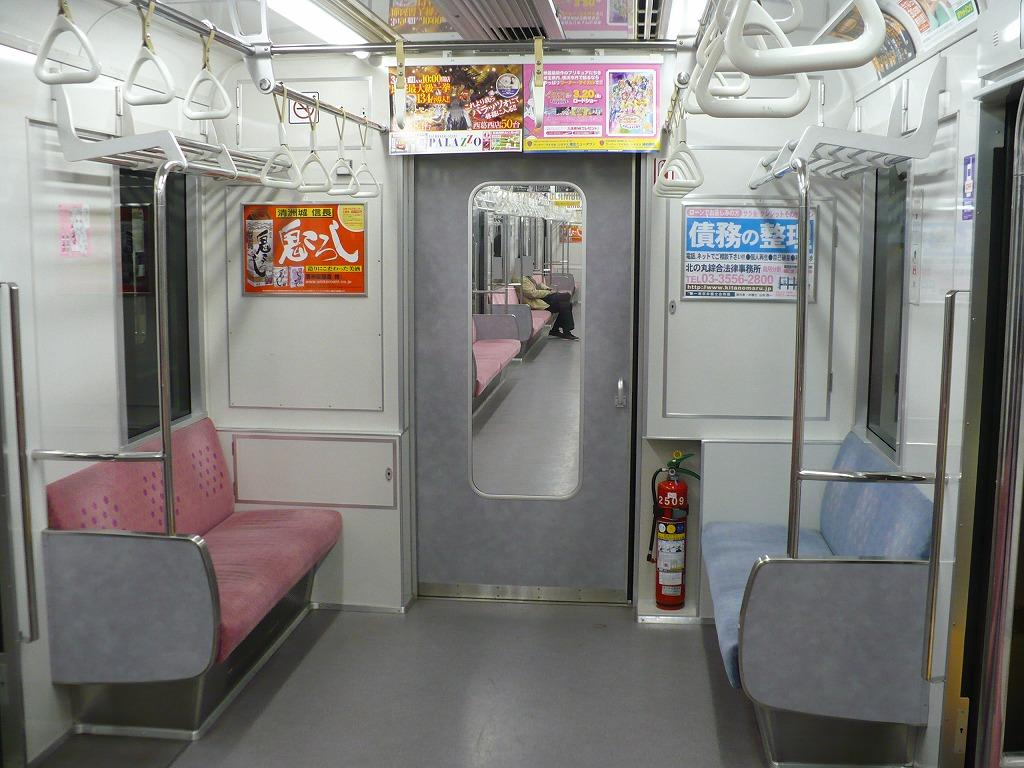
連結面側 右側の水色の座席が優先席
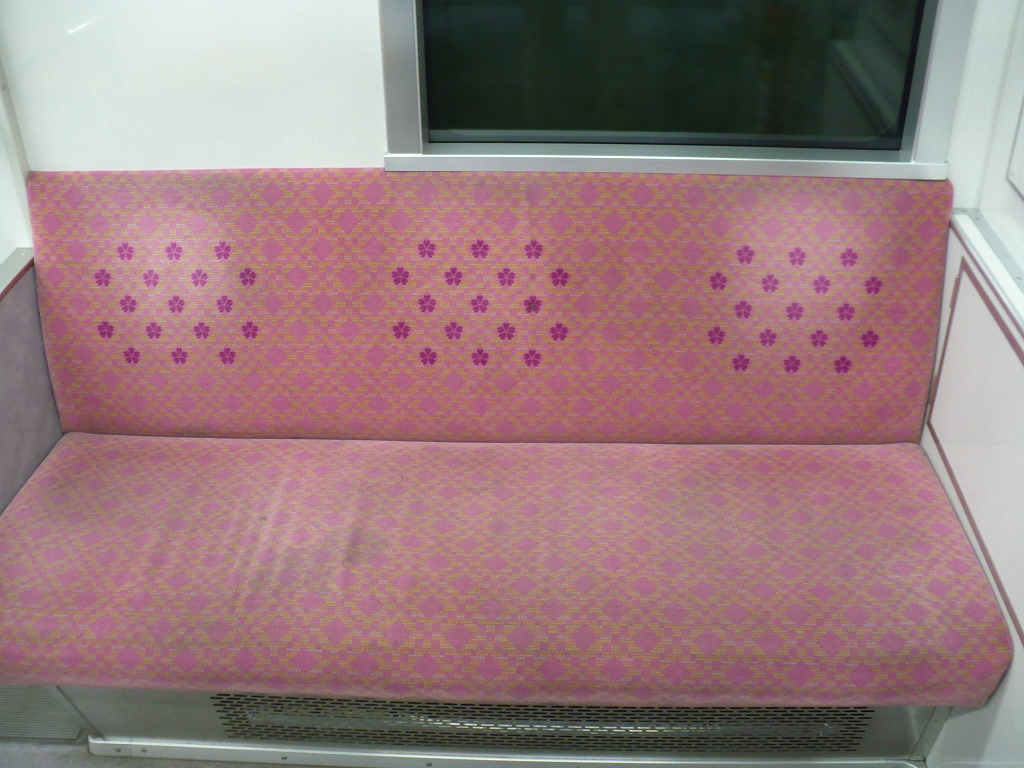
桜草の区分柄が入った座席モケット。この座席は車端部である。
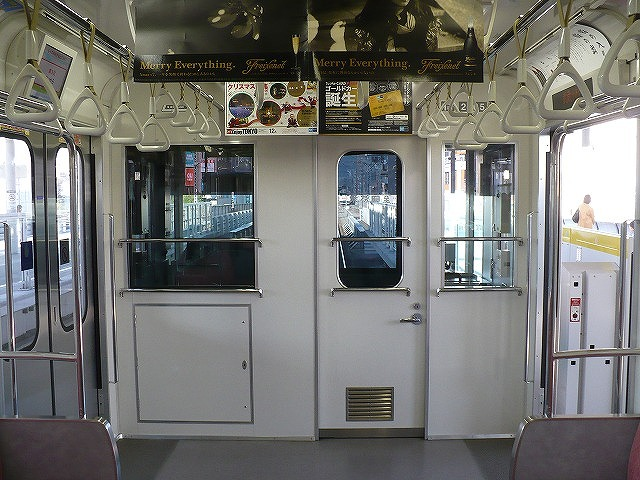
2000系の乗務員室仕切部
世界初のダイナミックビークルスクリーン

#### 乗務員室
乗務員室内はグレーを基調とし、運転台計器台周囲はダークグレー色とした。運転台は中央にT字形ワンハンドルマスコン、ドア開閉ボタン・ATO出発ボタンなどがある 。また左壁には低圧配電盤・列車無線送受話器、右側には異常時対応用のスイッチ類、非常通報受話器などがある。上部には車上CCTV（ホーム監視モニター）が4組並んで設置してある。運転台周辺に機器を集中配置しており、ワンマン運転の際に運転席に座った状態で異常時にも対応できるようにしてある。ワンマン運転用に車掌スイッチは押しボタン式としている。
運転台には三菱製の車両情報管理装置（TIS）のモニター画面が設置されており、制御伝送機能・車両機器の動作監視・故障時のモニタリング・サービス機器の操作機能などがあり、ワンマン運転時の運転士用支援装置としての機能を持つ。
乗務員室と客室の仕切部は前面窓と同じ割合で客室から見て左から大窓・仕切扉・小窓の仕切り窓が3枚並んでいる。このうち大窓・仕切扉窓には遮光ガラスを使用しており、また遮光幕が設置されている。なお右端の小窓は透明な窓であり遮光幕もない。仕切扉の窓は窓開閉不可能の固定式であることやこの部分にも遮光ガラスが使用されている点では9000系と異なる。また乗務員室仕切扉には、緊急時に備えて電磁鎖錠対応となっている。

### 機器類
制御装置は三菱電機製のIPM（素子自己保護機能付きIGBT）素子を使用した2レベル方式のVVVFインバータ制御方式である（MAP-194-15V90形・素子定格 3,300V - 1,200A）。1基の制御装置内に定格出力190kW（回転数2,290rpm）の主電動機2台を制御するインバータを2セット搭載した1C2M×2群制御である。トルク制御にはベクトル制御を採用することで、精度の高い粘着性能が確保されている。
また、営団9000系が電動車（M）2両でユニットを構成するのに対し、本系列は電動車と付随車（T）のMTユニットを構成するのが大きな違いである。
補助電源装置はIGBT素子を使用した出力150kVAの東芝製静止形インバータ（SIV）を編成で2台搭載している（INV126-E0形）。SIV故障時の冗長化のため、2500形には受給電装置を設けている。空気圧縮機（CP）はレシプロ式のC-2500LB形を編成で2台搭載している。

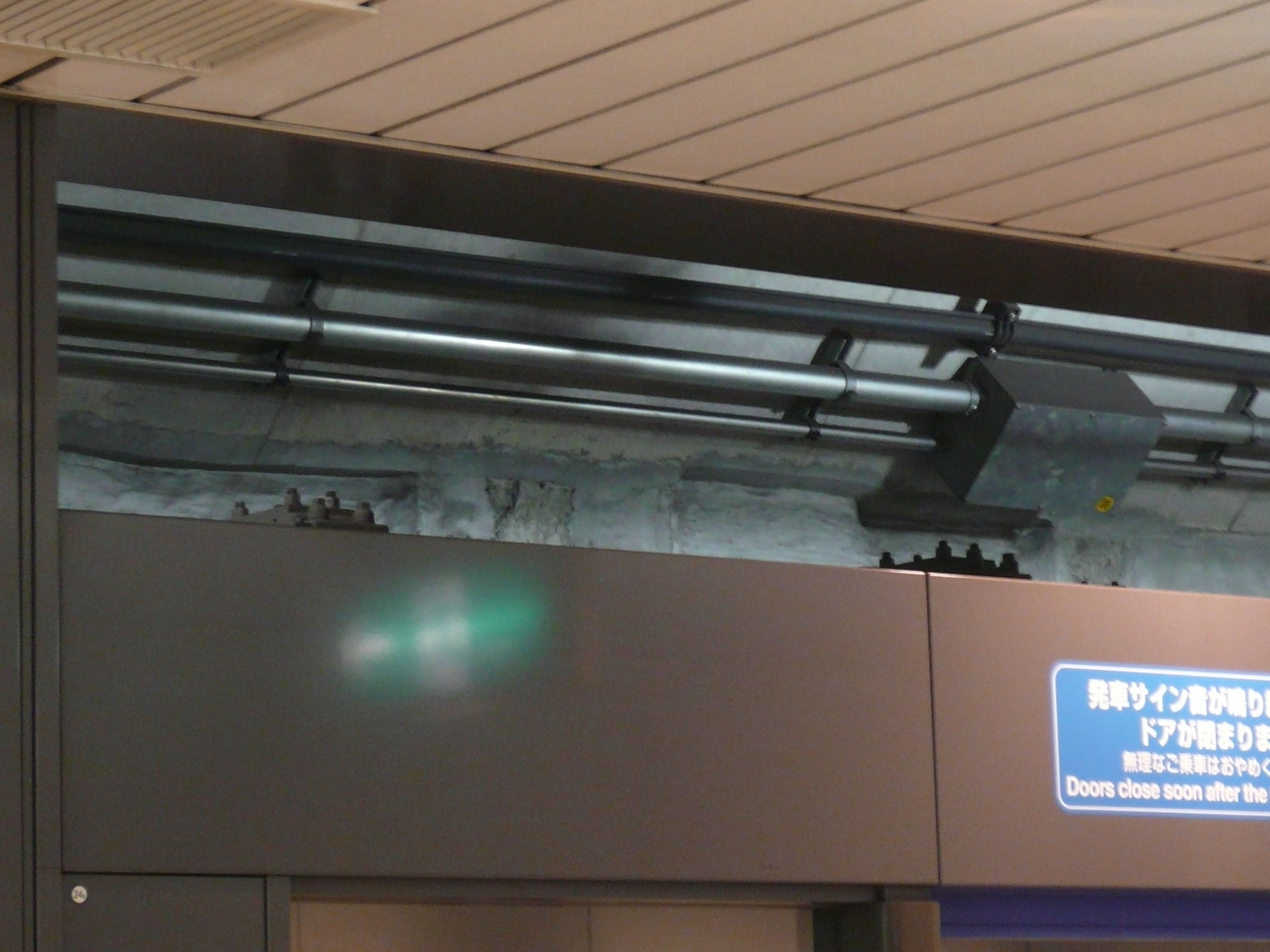
準備工事されている
目黒側のパンタグラフ

パンタグラフ（集電装置）は、2600に2基、2200は浦和美園側に1基で、反対側は準備工事となっている。これは、本系列では電動車と付随車で1ユニットを構成しているが、隣り合ったM車どうしではパンタグラフは片方の車両にまとめて2基搭載し、うち1基から非搭載車側へ電力を供給する構成としており、現状では供給先となる2300（M1-2）が連結されておらず不要なためである。
台車は住友金属工業製のモノリンク式ボルスタレス台車（SS157・SS057）である。基礎ブレーキはユニット式の片押し踏面ブレーキ（ユニットブレーキ）を使用している。台車重量は電動台車が6,240 kg、付随台車（排障器なし）が3,900 kgである。
保安装置は新CS-ATC・ATO（埼玉高速鉄道線・南北線で使用）・ATC-P・TASC（東急目黒線で使用）を搭載している。手動運転時は力行4ノッチ・常用ブレーキは7段であるが、ATO運転時には力行31段・ブレーキ31段の超多段制御にすることで乗り心地の向上を図っている。
ブレーキ装置はATC装置と連動した全電気指令式であり、ATO運転に対応するために各台車ごとにブレーキ作用装置を設けている。ブレーキ制御には遅れ込め制御を併用し、常用ブレーキのほかに保安ブレーキ、降雪時に使用する対雪ブレーキ機能を有する。

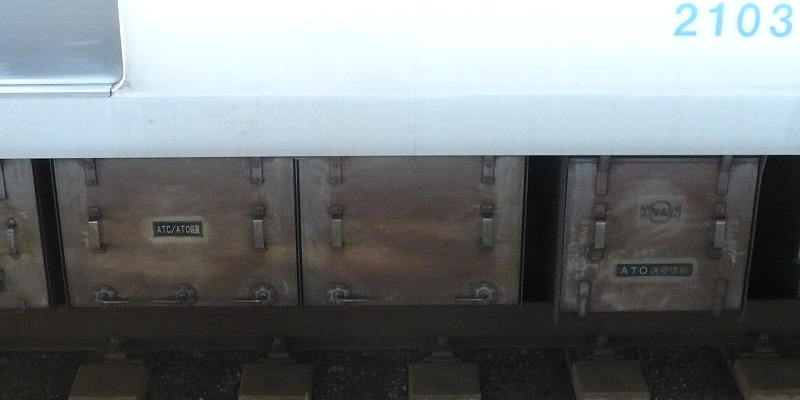
2000系のATC/ATO装置と ATO送受信器（情報伝送装置）
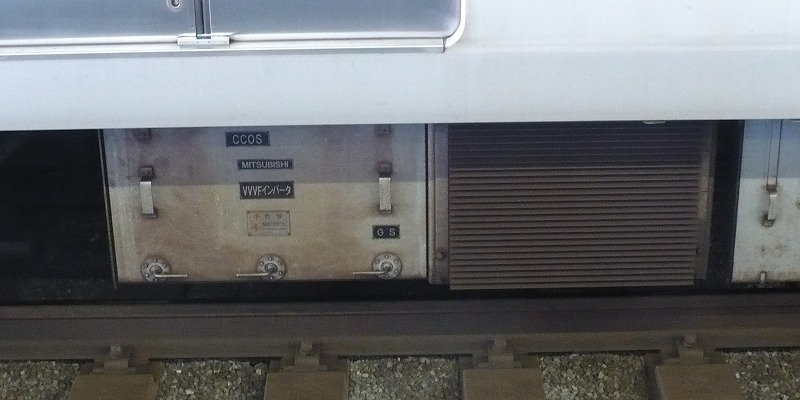
2000系の 三菱電機製VVVFインバータ装置 （MAP-194-15V90形）
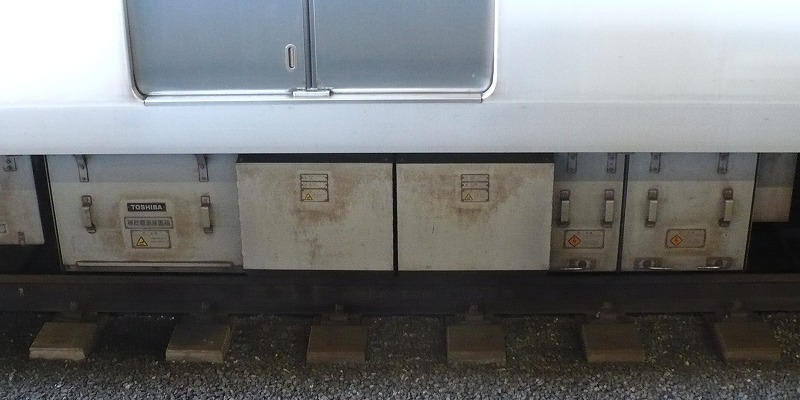
2000系の 東芝製静止形インバータ装置（SIV）

## 編成
|              | ← 浦和美園赤羽岩淵・目黒・日吉・新横浜 → |               |              |               |               |              |
| 形式         | 2100形 (CT1)                             | 2200形 (M1-1) | 2500形 (Tc2) | 2600形 (M1-3) | 2700形 (M1-4) | 2800形 (CT2) |
| 搭載機器     | CP,BT                                    | VVVF,SIV      |              | VVVF,SIV      | VVVF,BT       | CP           |
| 車両重量 (t) | 26.4                                     | 31.1          | 22.2         | 31.4          | 30.2          | 25.9         |
| 車両番号     | 2101 ： 2110                             | 2201 ： 2210  | 2501 ： 2510 | 2601 ： 2610  | 2701 ： 2710  | 2801 ： 2810 |

凡例
- VVVF：制御装置
- SIV：補助電源装置（静止形インバータ）
- CP：空気圧縮機
- BT：蓄電池

備考
- 将来の8両編成化の際は、2200形と2500形の間に2300形（M1-2）と2400形（Tc1）を挿入する予定である[6]。
- 保安機器は2100・2800にATC/ATO装置と戸閉制御切換装置を、2100形はATO送受信器（情報伝送装置）を搭載する[10]。

## 運用
2001年（平成13年）3月23日から営業運転を開始した。埼玉高速鉄道線開業の3月27日までの5日間は、武蔵小杉駅 - 赤羽岩淵駅間で先行して営業運転を行い、埼玉高速鉄道線内は乗務員の習熟を兼ねて開業前の線路を乗客を乗せずに運転する方式を採った。
全編成が浦和美園車両基地に所属し、所要運用数は9本、1本は予備である（このため2本以上が離脱した場合は他社車両が代走する）。運用区間は埼玉高速鉄道と東京メトロ南北線、東急目黒線、東急新横浜線で運用され、相模鉄道への乗り入れは行わない。
甲種車両輸送の搬入や定期検査は東京地下鉄綾瀬工場で施行されている。よって工場への入出場回送列車として有楽町線・千代田線も走行する。
また、臨時列車の「みなとみらい号」運行時には東急東横線経由で元町・中華街駅まで運行していた。ただし、行先表示器に「元町・中華街」の設定がなかったため、往路の全区間と復路の東横線内では「臨時」を表示して運行し、復路の目黒線内以降は定期列車同様に「浦和美園」を表示した。2007年7月以降の運行から東急5080系が充当され、本系列はこの列車の運用から外れた。ただし7月は台風4号の影響で運休となったため、実際に5080系で運用されたのは同年10月からである。
なお、大晦日の終電繰り下げ時には「目黒」行として運転する場合がある。
2006年（平成18年）9月25日のダイヤ改正から2008年（平成20年）6月21日までの間、昼間帯に東急目黒線内折り返し運転の列車が設定されたが、これは東急車の運用となっており、2000系が充当されることは基本的になかった。また、このダイヤ改正では目黒線内で急行列車の運転が開始され、2000系も急行運用に入ることになった。このため同月以降、日吉方面行きの優等列車では全区間で、各駅停車では目黒線内のみで、また浦和美園方面行きは優等列車・各駅停車とも目黒線内のみで、それぞれ行先表示器に列車種別が表示されるようになった。
1編成の出庫から入庫までの一連の流れには運行番号が付与されているが、本系列は「80M」のように運行番号末尾の所属記号が埼玉高速鉄道を表す「M」の運行番号に充当される。ただし、東急目黒線・東急新横浜線内での運行番号は、車両前面の運行番号表示器に表示される運行番号には変化はないが、列車ダイヤ上の正式な運行番号は「580」のように所属記号「M」ではなく百位を「5」として区別している（乗り入れ車両を含めると、東京メトロ車は「3」。東急車は「2」。相鉄車は「6」を表示）。
2023年（令和5年）3月18日のダイヤ改正で東急新横浜線との直通運転を開始した。